# ハンドレページ ヴィクター
ヴィクター
飛行するヴィクター K.2 XL161号機
(1979年9月14日撮影)
- 用途：戦略爆撃機、空中給油機
- 分類：爆撃機
- 設計者：レジナルド・スペンサー・スタフォード
- 製造者：ハンドレイ・ページ社
- 運用者： イギリス（イギリス空軍）
- 初飛行：1952年12月24日
- 生産数：86機
- 生産開始：1952年
- 運用開始：1958年4月
- 退役：1993年
- 運用状況：退役
- ユニットコスト：300,000~400,000英ポンド

ヴィクター（Handley Page Victor）は、イギリスのハンドレイ・ページ社が開発し、イギリス空軍で運用された戦略爆撃機。
名称の「ヴィクター (Victor)」は、勝者の意。

## 概要
ヴィッカース社のヴァリアント、アヴロ社のヴァルカンと共に3Vボマーと呼ばれた戦略爆撃機。3Vの中で最後に登場した機体であるだけに性能も最も優れており、緩降下時にマッハ1を記録したが、軍の方針変更によって高高度核攻撃が不要になり爆撃機としては1960年代末には退役した。その後ヴァリアントに代わる空中給油機として転用され、1982年のフォークランド紛争ではヴァルカンのサポートをして爆撃を成功させるなどの活躍を見せた。結局、3Vボマーの中では最後となる1993年に退役した。

## 機体

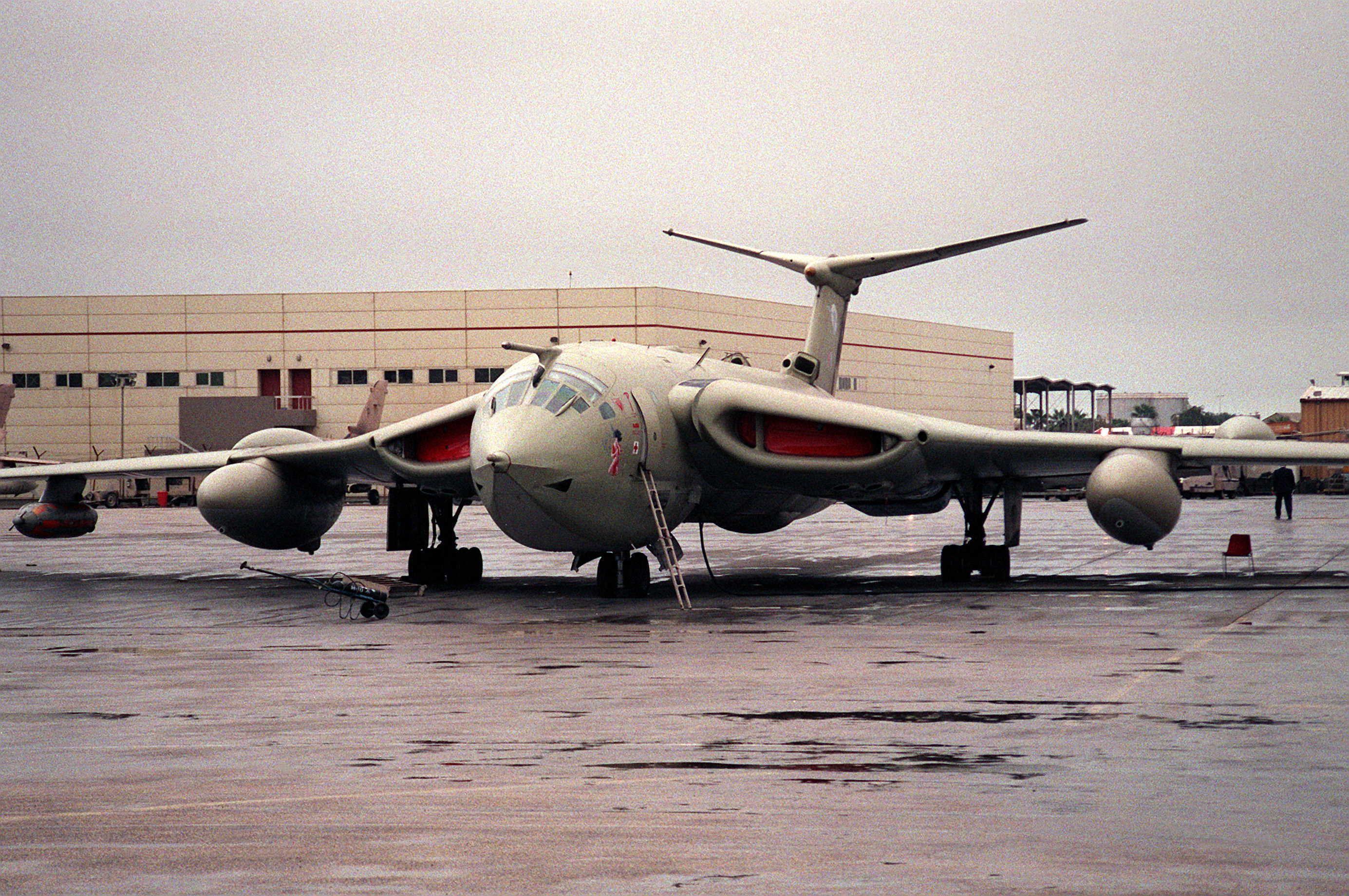
垂れ下がった空気取入口が特徴

流線形の機体であり、三日月翼 (Crescent wing) と呼ばれる主翼形状となっている。三日月翼は、主翼付け根から主翼端にかけて、三段階に分けて後退翼が緩やかとなっており、高速飛行時の抵抗軽減がなされるようになっていた。主翼付け根に片舷2機ずつのターボジェットエンジンを装備し、尾翼は上反角を持つ背の高いT字尾翼。後には、空中給油受油ブロープを機体前上部に装備した。胴体内に爆弾倉を装備するが、固定武装は有していない。
機首部分にはレーダーや前脚が装備されている。機首部の幅が広く、与圧区画も大きく取れたために、乗員区画が2階建てであったバルカンと異なり、全乗員が同じレベルに配置できた 。また、コックピット内は、正副操縦士のみ前方を向き射出座席を備えている。他の航法士、航空機関士、電子機器担当は、操縦士の後方に後ろ向きに座り、射出座席ではなく二酸化炭素の爆発瓶を利用した脱出補助装置を備えていた。ただし、後席からの通常形式の脱出は困難で成功事例はない。キャノピーの分離は当初仕様に盛り込まれていたが、1950年に航空省により装備が中止されている。機内は独特な形状による狭さが際立ち、移動が難しいため大柄な人よりは小柄な人向けになる。一部の計器板は移動する際に畳まれるようになっている。
ヴィクターの爆弾倉はヴァルカンやヴァリアントよりも大きく、仕様にある10,000 lbの核爆弾1発は当然のこと、22,000 lb(10,000 kg)のグランドスラム爆弾1発または12,000 lb (5,500 kg)トールボーイ爆弾2発、1,000 lb (450 kg)爆弾48発、2,000 lb (900 kg)機雷39発が搭載可能な設計であった。さらに1,000 lb爆弾28発を追加搭載できるようにする構想もあったが実現しなかった。

## 開発
第二次世界大戦後、イギリスの航空省は、イギリス空軍爆撃軍団のために、新型の爆撃機を求めていた。その中で出てきた作戦要求230号(OR230)においては、10,000 lb (4,500 kg) の爆弾を搭載し、50,000 ft (15,000 m) の高空性能を有し、575 mph (925 km/h)の巡航速度を持ち、2,000 nmi (2,300 mi, 3,700 km) の行動半径を有する機体を目指すこととなった。ショート、ブリストル、ハンドレページの航空メーカーがこの要求に応じる意思を見せた。この作戦要求は、航空省仕様B35/46に至り、航続性能が1,500 nmi (1,725 mi, 2,800 km)まで緩和された。ここでの10,000 lb爆弾とは核爆弾を意味していた。また、防御機銃は搭載せず、高速性能により敵戦闘機の邀撃を避ける構想であった。

### HP.80案
ハンドレページは、航空省仕様B35/46に対し、HP.80案を作成した。高い要求水準に応えるために、HP.80案においては主翼の形状として、社内の技術者ラックマンによって開発された三日月翼を採用していた。
ハンドレページHP.80案とアブロType 698案はともに仕様B35/46に選定され、2機の試作機が製造されることとなった。両案とも技術的に高いところを狙っており、この保険としてより堅実な設計のビッカース ヴァリアントも同時期に開発されていた。ヴァリアントは早期に就役することも期待されていた。三日月翼の開発にあたっては、三分の一のスケールモデル・グライダーであるHP.87及びスーパーマリン アタッカーを改装したハンドレページ HP.88を製造し、試験している。HP.88は1機が製造されたが、初飛行後2ヶ月で墜落し、有用なデータはあまり得られなかった。HP.87も有用とは言えず、それらのデータをあまり用いずに開発は進められた。
試作機（シリアル WB771）は、工場で完成後、分解され陸路でRAFボスコムタウン基地へと輸送された。組み立ての後、1952年12月24日に初飛行している。
試作機の飛行性能は良好であったが、WB771は1954年7月14日に墜落し、失われている。クランフィールド飛行場上空を低空飛行中に、金属疲労の影響により、水平尾翼の三本のボルトが折れ、水平尾翼が分解したために発生した事故であった。試作機では、尾部の重量過大が指摘され、バラストによって調整がなされていた。量産型においては、尾翼の重量が軽減され、取り付けボルトが強化されたほか、乗員脱出口をエンジンのインテイクから遠ざけるため、機首が延長されるなどしている。

### ヴィクター B.1

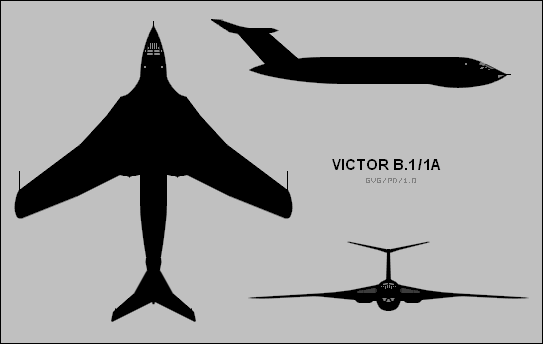
ヴィクター B.1

初期量産型のヴィクター B.1はアームストロング・シドレー サファイアSa.7エンジン（推力49kN）を装備し、ブルーダニューブ核爆弾を搭載した。後には改良型のイエローサン核爆弾も搭載可能となった。またレッドベアード戦術核爆弾や、E計画(Project E)に基づき、アメリカ合衆国のMark 5核爆弾も搭載できた。また、1958年から1960年にかけて24機がレッド・ステアー計画に基づき、テイルコーンが拡大され、後方レーダーやECM装置が向上したB.1A型に改装された。1961年までに50機が製造されている。
このほか、1956年7月1日には、シリアルXA917機が降下飛行中に音速を突破、地上要員はソニックブームを観測している。ヴィクターは、その時点での音速を突破した最大サイズの航空機となった。

### ヴィクター B.2
イギリス空軍は、より高性能で特に上昇限度の向上した爆撃機を求めており、ヴィクターの改良型もそれに沿って検討された。まず、エンジンをサファイア9（推力62.4kN）に更新するフェイズ2と、ロールス・ロイス オリンパスまたはロールス・ロイス コンウェイに更新し、翼幅を42mまで拡大するフェイズ3である。サファイア9エンジンの開発はキャンセルされ、機体を大幅に改設計するフェイズ3の開発は時間が掛かることもあった。そのため、最少の改設計によりコンウェイ・エンジンを搭載するフェイズ2Aが提案され、これを推進することとなった.。
フェイズ2Aは、ヴィクター B.2として開発されることとなり、コンウェイRCo.11（推力76.7kN）が搭載された。エンジンのエアフロー確保のため、インテイクは拡大され、エンジン収納部も拡大されている。翼端の延長により全幅も36.6 mに拡大された。非常用のラムエアタービンも装備されている。ECM機材の冷却システムも拡充された。アンチ・ショックボディを主翼中ほどに付け、造波抵抗の軽減を図っている。ここにはチャフ散布装置も搭載された。
ヴィクター B.2の試作機（シリアルXH668）は1959年2月20日に初飛行している。機体は、100時間ほど飛行試験が行われ、A&AEEにおいて高空エンジン試験が行われていた1959年8月20日、ペンブルックシャー沖にて消息を絶っている。墜落した機体の残骸が捜索され、原因究明が行なわれた。1960年11月までに報告が取りまとめられ、飛行中に発生した右舷計測器機の不具合が基で、回復不能な降下に陥ったと推測された。小規模な改修により、この問題は解決され、ヴィクター B.2は1962年2月より配備が開始された。1963年までに34機が製造されている。
B.2のうち、21機がB.2Rに後に改装されている。B.2RはコンウェイRCo.17（推力92kN）を搭載し、ブルースチールミサイルの運用能力を有していた。ミサイルは胴体下に1発搭載する。
ハンドレページでは、改良型としてフェイズ6も提案している。機体が拡大され、燃料搭載量が増大するほか、武装として主翼下にスカイボルト空中発射弾道ミサイル4基の搭載できるものであった。B.2では、スカイボルト2基の搭載が検討されていたため、大幅な拡大型となる。アメリカ合衆国におけるスカイボルト開発が中止されたことに伴い、フェイズ6案も開発が中止された。
ヴィクターは運用方法が高空侵入から低空侵攻へと変更されたことに伴い、航続距離増大のために空中給油プローブが追加され、主翼下に大型増槽が装備された。塗装も対閃光防御の白色から二色迷彩へとなっている。航法・爆撃用に地形追従レーダーや側方監視レーダーの試験もなされたが、戦力化には至らなかった.。

### ヴィクター B.2戦略偵察機型
ヴィクター B.2のうち、9機が戦略偵察機型 B(SR).2に改装されている。これは、機体の疲労により退役することとなったヴァリアントの後継となるもので、1965年2月に初飛行し、7月より配備が開始された 。爆弾倉にはカメラ及びレーダーが装備され、撮影用照明弾も搭載された。主翼には核実験観測用の放射性降下物収集が取り付けられている。

### ヴィクター 空中給油機型

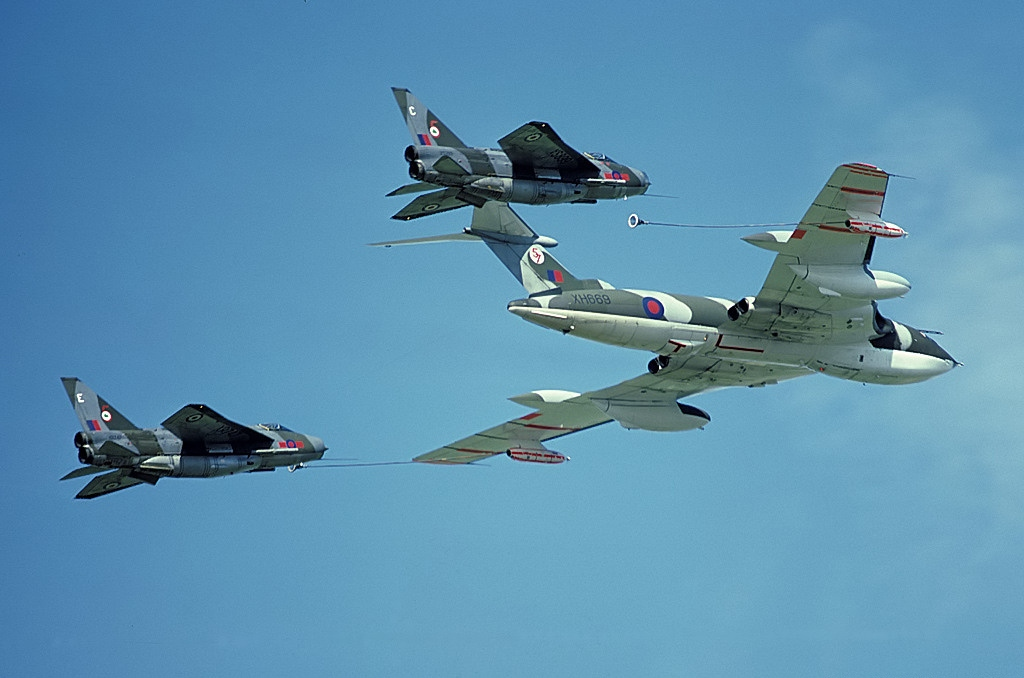
空中給油

1964年12月までに空中給油機型ヴァリアントが退役すると、イギリス空軍の空中給油機勢力に不足が生じることとなった。そのため、戦略爆撃任務には余剰となったヴィクター B.1/B.1Aを空中給油機に改修することにした。6機のB.1Aが空中給油機型B(K).1A に改修された。これは1968年に空中給油機型B.1A (K2P)に改名されている。各主翼端のポッドにプローブアンドドローグ方式の給油装置1基ずつ、計2基の給油装置を備え、胴体部の爆弾倉は武装可能状態のままとされた。改修作業は迅速に行なわれ、1965年4月28日には改修初号機が納品され、1965年8月には第55飛行隊にて運用が開始された。
このB.1A (K2P)空中給油機型は、Mk20A給油装置を装備していた。これは戦闘機に対しては充分な給油能力を有していたが、爆撃機に対しては給油速度が遅く、能力的に不十分であった。更なる空中給油機への改装として、B.1よりBK.1に11機、B.1AよりBK.1Aに14機改装された。各主翼端のポッドの給油装置に加え、爆弾倉にも燃料タンクを追加し、センターラインに三基目の給油装置を装備している。この三基目には給油速度の大きいMk17給油装置が使われている。BK.1/BK.1Aは、爆撃任務への再改装が想定されなくなった1968年にK.1/K.1Aに改名されている。
ヴィクター B.2は、ヴァルカンほどには低空侵攻能力が優れておらず、イギリスの核抑止任務が爆撃機から海軍の潜水艦発射弾道ミサイル（ひいては弾道ミサイル原子力潜水艦）へとシフトされ、整備されてくるのに伴い、余剰とされていった。このため、24機のB.2が空中給油機型のK.2に改装されている。この改装は1970年より開始されたが、ハンドレページが倒産したため、ホーカーシドレーが実施している。K.1/K.1A同等の3基の給油装置の設置のほか、爆撃関係装備の取り外し、機首のガラス部の閉鎖や主翼の強化・短縮化が行なわれた。フォークランド紛争の際は、給油任務に実戦投入され、一部の機体は偵察用に機首のガラス部を復活させている。K.2は91,000 lb (41,000 kg)の燃料を搭載でき、1993年10月まで運用された。

## 運用史
ヴィクターは3Vボマーの中では、最も遅くに就役した。最初のヴィクター B.1がガイドン基地(RAF Gaydon)の第232転換訓練部隊(232OCU)に配備されたのは1957年末のことであった。実戦部隊としてコッテスモア基地に第10飛行隊(10sqn)が編成されたのが、1958年4月であり、同年内には2つめの部隊として第15飛行隊も編成されている。また、4機はワイトン基地のレーダー偵察小隊に配備され、イエロー・アスター(Yellow Aster )レーダーやその他のセンサーを搭載し、偵察任務に付けられた。ヴィクターの配備は継続され、1959年3月には第57飛行隊、1960年10月には第55飛行隊が編成されている。ヴィクターは優秀な操縦性を示し、特に初期型では、着陸操作時に地面効果により、特に操作せずとも自然に機首上げが行なわれるなど、安定した着陸動作を示した。
ヴィクター B.2は1961年より配備が開始され、最初の部隊として1962年2月に第139飛行隊が編成された。続いて1962年5月には第100飛行隊が編成されている。ヴィクター B.2は、この2個飛行隊で運用され、さらなる28機分の生産はキャンセルされた。これは、ヴィクターやヴァルカン爆撃機にスカイボルト空中発射弾頭ミサイルを搭載し、各爆撃機にミサイルを2基ずつ搭載するならば、1機あたりの攻撃箇所が増えるため、所要爆撃機数は少なくすることができると考えられたことと、イギリス国内の航空機メーカー再編にあたり、ハンドレページが協力的ではなかったことによる。
ボルネオにおけるマレーシアとインドネシアの緊張状態の高まりを受けて、1964年から1965年にかけては、イギリス極東空軍を増強するためにヴィクター B.1の分遣隊が低空飛行・目視爆撃の訓練を受け、シンガポールの基地へと派遣された。特に緊張が高まった1964年9月には、4機の分遣隊は分散退避の準備を常に整えていた。また、2機は通常爆弾を搭載し、1時間以内に発進できる即応状態に置かれた。結局、出撃することはなく、この即応状態も月末までには解除された。
その後､ヴィクター B.2は核抑止任務の海軍へのシフトと、低空飛行の増加に伴う機体疲労の拡大などにより、1968年には爆撃任務から外され、空中給油機に改装することとなった。ヴィクター B(SR).2は1974年まで偵察任務で用いられ、南太平洋におけるフランスの核実験も偵察している。その後、B(SR).2も空中給油機に改装された。空中給油機型は、湾岸戦争やフォークランド紛争に投入され、特にフォークランド紛争中のブラック・バック作戦では、ヴァルカン爆撃機による長距離爆撃をジェット燃料のバケツリレーという形で給油しながら支援した。その際、基地になったアセンション島では滑走路の関係と燃料が帰還時になるとほとんど枯渇することから着陸にはとても気を遣った。結局、ヴィクターは3Vボマーの中で、最も遅く1993年に退役している。

## 各型

### 試作機
HP.80
試作機、2機製造。

### 量産機
ヴィクター B.1
戦略爆撃機型、15機製造。他に生産された11機は空中給油機型のK.1に改装され、他の24機はB.1Aに改装。
ヴィクター B.1A
戦略爆撃機型。B.1の改良型であり、レッド・ステアー計画により後方レーダーやECM装置の向上が行なわれた。10機改装。他に14機改装されたがそれらはK.1Aに再改装された
ヴィクター K.1
空中給油機型。2基のMk.20、1基のMk.17空中給油装置を装備。11機改装。爆撃任務にも当たっていた頃は、BK.1という名称だった。
ヴィクター K.1A
空中給油機型。2基のMk.20、1基のMk.17空中給油装置を装備。14機改装。爆撃任務を与えられていた頃に、BK.1Aという名称だった。
ヴィクター B.2
戦略爆撃機型、エンジンをR&R Conwayに換装。3機製造。更に製造された9機はSR.2に、他にも21機製造されたがそれらはB.2Rに改装された
ヴィクター B.2R
ブルースチールミサイル搭載型。エンジンもR&R Conwayに換装。1機改装。他の20機はK.2に改装。
ヴィクター SR.2
戦略偵察機型、6機製造後、3機はK.2に改装。
ヴィクター K.2
空中給油機型。2基のMk.20、1基のMk.17空中給油装置を装備。B.2/B.2R/SR.2よりそれぞれ1機・3機・20機の計24機改装。
ヴィクター K.2P
空中給油可能な爆撃機型。爆撃能力を保持しつつも2基の空中給油装置を装備。6機改装。B.1A(K.2P)という名称も用いられる

### 計画機
HP.96
1950年に提案された輸送機型。85名の兵員を輸送可能。計画のみ。
HP.97
1950年に提案された民間旅客機型。計画のみ。
HP.98
パスファインダー用途に提案された型。エンジンを換装し、尾部に遠隔操作機銃を装備するもの。B.2計画に取って代わられたため、計画のみであった。
HP.101
HP.97の軍用型。計画のみ。
HP.104
"フェイズ3"爆撃機として1955年に提案された型。サファイア(Sapphire)エンジンかロールス・ロイス オリンパスエンジンを装備する。計画のみ。
HP.111
1958年に構想された軍民向けの輸送機型。Conwayエンジン4基を装備し、二階建ての機内には145名の乗客か200名の兵員を搭載する。計画のみ。
HP.114
"フェイズ6"爆撃機として構想された型。スカイボルト空中発射弾道ミサイルを2ないし4基搭載する。計画のみ。
HP.123
HP.111を基にした戦術輸送機型。ブラウン・フラップを用いるものであった。アームストロング・ホイットワース AW.681計画案のために、こちらは採用されなかった。計画のみ。

## スペック
- 全幅:36.58 m
- 全長:35.05 m
- 全高: 8.57 m
- 最大重量: 75,000 kg
- エンジン

三面図

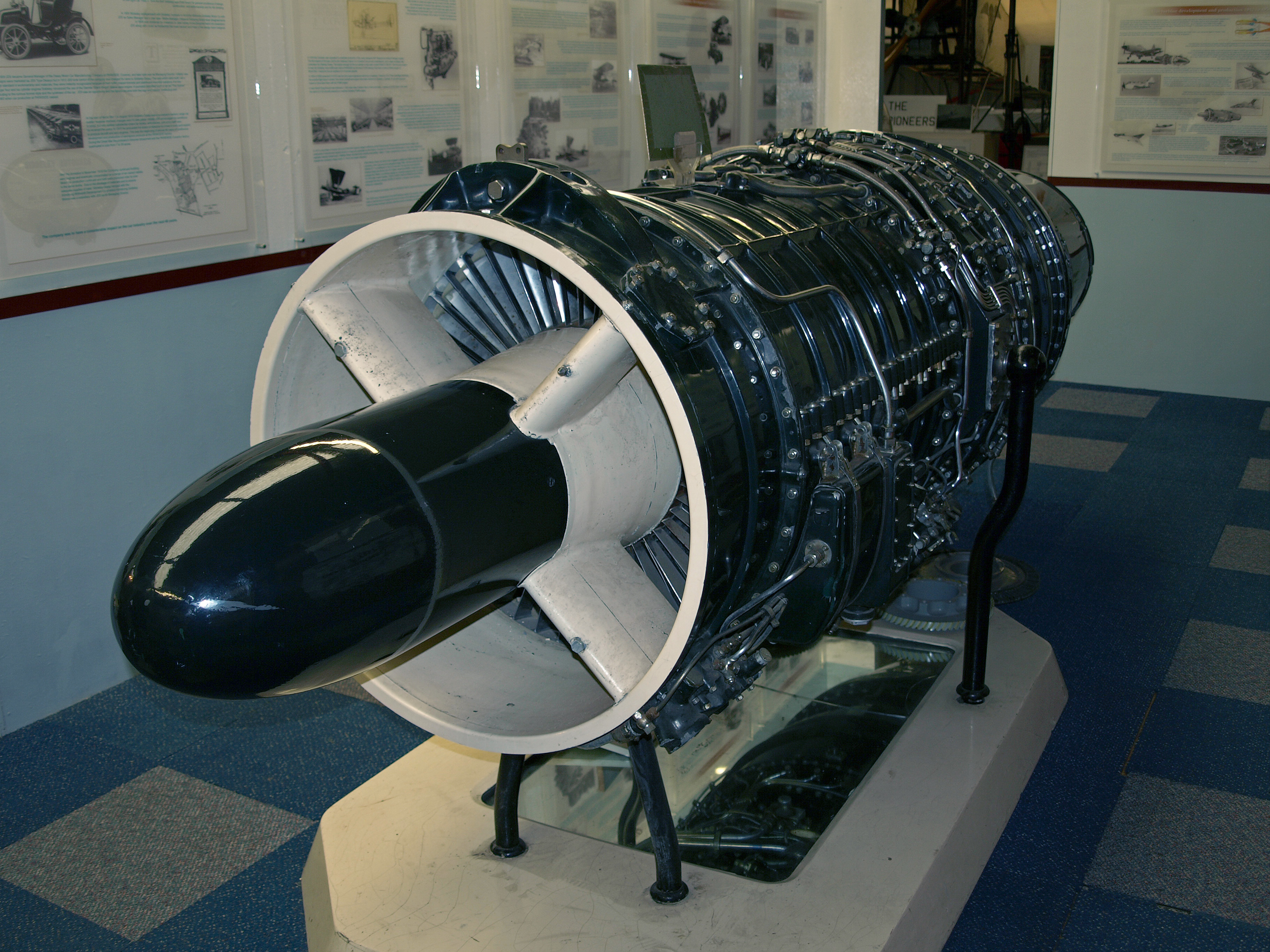
アームストロング・シドレー サファイア

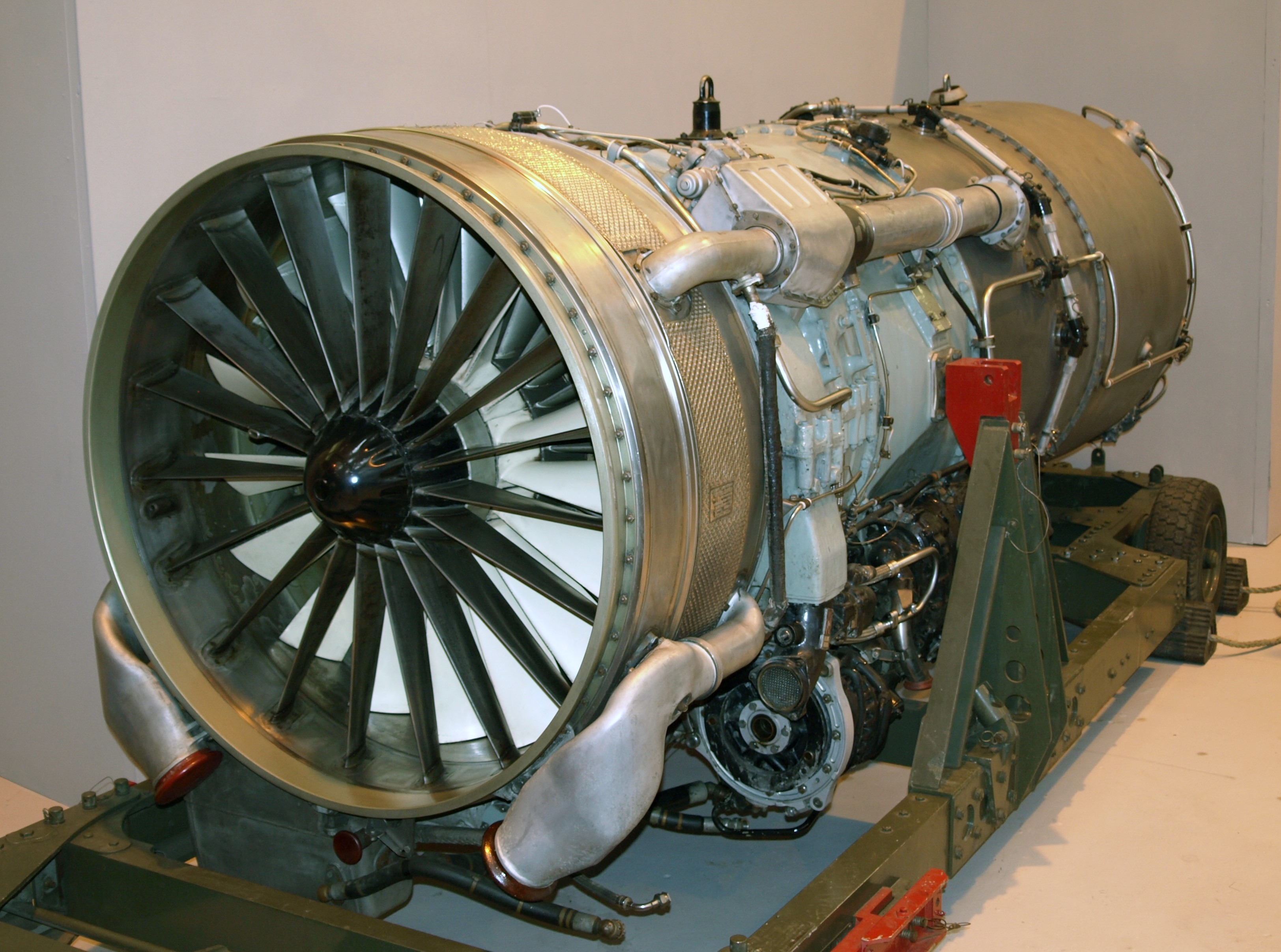
ロールスロイス コンウェイ

  - ヴィクター B.1：アームストロング・シドレー サファイアA.S.Sa7 ターボジェットエンジン（推力4900kg）×4基
  - ヴィクター B.2：ロールス・ロイス コンウェイRCo.11 ターボジェットエンジン（推力7670kg）×4基
- 最大速度: 1,050 km/h
- 航続距離: 3,700 km
- 武装: 爆弾 15,750 kg
- 乗員: 5名

## 現存する機体
・保存状態は機体の状態を表しているため、飛行可能となっていても航空ショーなどで飛行する姿が見られるとは限らない。
| 型名             | 番号  | 機体写真 | 所在地                        | 所有者                                  | 公開状況 | 保存状態 | 備考                         |
| ---------------- | ----- | -------- | ----------------------------- | --------------------------------------- | -------- | -------- | ---------------------------- |
| B.1A             | XH592 |          | イギリス ウォーウィックシャー | ミッドランド航空博物館                  | 公開     | 静態展示 | [ 51 ]                       |
| B.1A (K.2P)      | XH648 |          | イギリス ケンブリッジシャー州 | ダックスフォード帝国戦争博物館          | 公開     | 静態展示 | [ 52 ] [ 53 ]                |
| K.2 Maid Marian  | XH672 |          | イギリス シュロップシャー     | イギリス空軍博物館コスフォード館        | 公開     | 静態展示 | [ 54 ] [ 55 ]                |
| K.2              | XH673 |          | イギリス ノーフォーク         | マーハム空軍基地                        | 公開     | 展示終了 | 2020年11月下旬に解体された。 |
| K.2              | XL160 |          | イギリス サフォーク           | ノーフォーク&サフォーク航空博物館       | 公開     | 静態展示 | 機首前部のみ。               |
| K.2              | XL162 |          | イギリス サリー               | ガットウィック航空博物館                | 公開     | 静態展示 | [ 58 ]                       |
| K.2              | XL190 |          | イギリス                      | イギリス空軍マンストン歴史博物館        | 公開     | 静態展示 | 機首前部のみ。               |
| K.2              | XL191 |          | アメリカ オハイオ州           | ウォルター・ソプラタ氏 (Walter Soplata) | 非公開   | 静態展示 | 機首前部のみ。               |
| K.2 Lusty Lindy  | XL231 |          | イギリス ヨーク               | ヨークシャー航空博物館                  | 公開     | 飛行可能 | [ 61 ] [ 62 ]                |
| K.2 Teasin' Tina | XM715 |          | イギリス レスターシャー       | ブランティングソープ飛行場              | 公開     | 飛行可能 | [ 63 ]                       |
| K.2 Lucky Lou    | XM717 |          | イギリス ヘンドン             | イギリス空軍博物館ロンドン館            | 公開     | 静態展示 | [ 64 ]                       |

## 登場作品

### ゲーム
『紺碧の艦隊2 ADVANCE』
イギリスの戦略爆撃機として登場。同作で登場するアヴロ・ヴァルカン同様に空対地ミサイルや大量の爆弾を搭載する。